# Тернівці
Терні́вці — заповідне урочище (лісове) місцевого значення в Україні. Розташоване в межах Сколівського району Львівської області, на північ від села Тернавка. 
Площа 122 га. Статус надано згідно з рішенням Львівського облвиконкому № 495 від 09.10.1984 року (та № 34 від 07.02.1991 року). Перебуває у віданні ДП «Славський лісгосп» (Головецьке лісництво, кв. 22). 
Статус надано з метою збереження високопродуктивного насадження ялини звичайної. Урочище розташоване при південних відногах гори Тростян, що в масиві Сколівські Бескиди. 